# Soul Pirate Remastered Edition
Soul Pirate Remastered Edition è il nono album di Alborosie da solista, rimasterizzazione dell'album Soul Pirate, pubblicato il 10º Febbraio 2015.

## Tracce
1. Intro
2. Diversity
3. Precious feat. Ranking Joe
4. Kingston Town
5. Rastafari Anthem
6. Still Blazing
7. Herbalist
8. Dutty Road
9. Police
10. Moonshine
11. Bad Mind
12. Callin feat. Michael Rose
13. Black Woman
14. Sound Killa
15. Work
16. Patricia
17. Waan The Herb feat. Michael Rose
18. Natural Mystic feat. Ky-Mani Marley
19. Call Up Jah
20. Slambam
21. Streets feat. Ky-Mani Marley
22. Jamaica